# 朱稷 (舉人)
朱稷，字南圖，浙江杭州府仁和人，明朝政治人物，賜特用進士出身。

## 生平
天啟元年（1621年）中舉人，崇禎十五年（1642年）壬午科賜特用出身，官新興知縣。